# کی.دی. لنگ
کَاترین دان لَنگ (به انگلیسی: Kathryn Dawn Lang) (زادهٔ ۲ نوامبر ۱۹۶۱) که بیشتر با نام مخفف کِی. دی. لَنگ شناخته می‌شود، خواننده/ترانه‌سرای موسیقی پاپ و کانتری اهل کانادا است. کِی. دی. لَنگ تا به‌حال ۸ جایزهٔ جونو و ۴ جایزه گرَمی برای ساخته‌های‌اش دریافت کرده‌است.
او هم‌چنین به‌عنوان یک گیاه‌خوار، مدافع حقوق حیوانات و روابط هم‌جنس‌گرایانهٔ آشکارش شهرت دارد.

## سال‌های آغازین
لَنگ در ادمونتونِ آلبرتا به‌دنیا آمد. مادرش آدری و پدرش فرِد لَنگ بودند و دو خواهر و یک برادر داشت. فرِد لَنگ که داروخانه‌دار بود زمانی که کی.دی. لَنگ ۱۲ ساله بود خانواده‌اش را ترک کرد.
او مدتی پس از آن‌که وارد کالج شد شیفتهٔ صدای خوانندهٔ معروف کانتری آمریکایی، پَتسی کلاین شد و تصمیم گرفت خواننده شود. لَنگ در سال ۱۹۸۳ گروهی به‌نام «دِ رکلاینز» تشکیل داد که آثار پَتسی کلاین را بازخوانی می‌کردند. آن‌ها اولین آلبوم‌شان را با نام Friday Dance Promenade در همان‌سال منتشر کردند.
لَنگ اولین آلبوم با نام خودش را در سال ۱۹۸۴ و با نام A Truly Western Experience منتشر کرد که در کانادا با استقبال روبرو شد. ادامهٔ فعالیت لَنگ در زمینهٔ موسیقی کانتری و وسترن باعث شد تا در سال ۱۹۸۴ اولین جایزهٔ جونو را به‌عنوان «آینده‌دارترین خوانندهٔ زن کانتری» دریافت کند. او در سال ۱۹۸۷ قراردادی را با یک تهیه‌کننده در نشویل تنسی منعقد کرد و دومین آلبوم‌اش را که با تحسین منتقدان همراه شد در سال ۱۹۸۷ و با نام Angel with a Lariat روانهٔ بازار کرد.

## رشد حرفه‌ای
لَنگ در سال ۱۹۸۸ و زمانی که به‌عنوان خوانندهٔ هم‌آوا روی اربیسن را در توری در ایالات متحده همراهی می‌کرد مورد توجه مخاطبان آمریکایی قرار گرفت. اربیسن برای ضبط نسخهٔ جدید ترانهٔ "Crying" هم لَنگ را به‌عنوان خوانندهٔ هم‌خوان انتخاب کرد که همکاری‌شان جایزهٔ گرمی «بهترین همکاری کانتری با آواز» را برای‌شان به ارمغان آورد.